# Marathon du lac d'Annecy

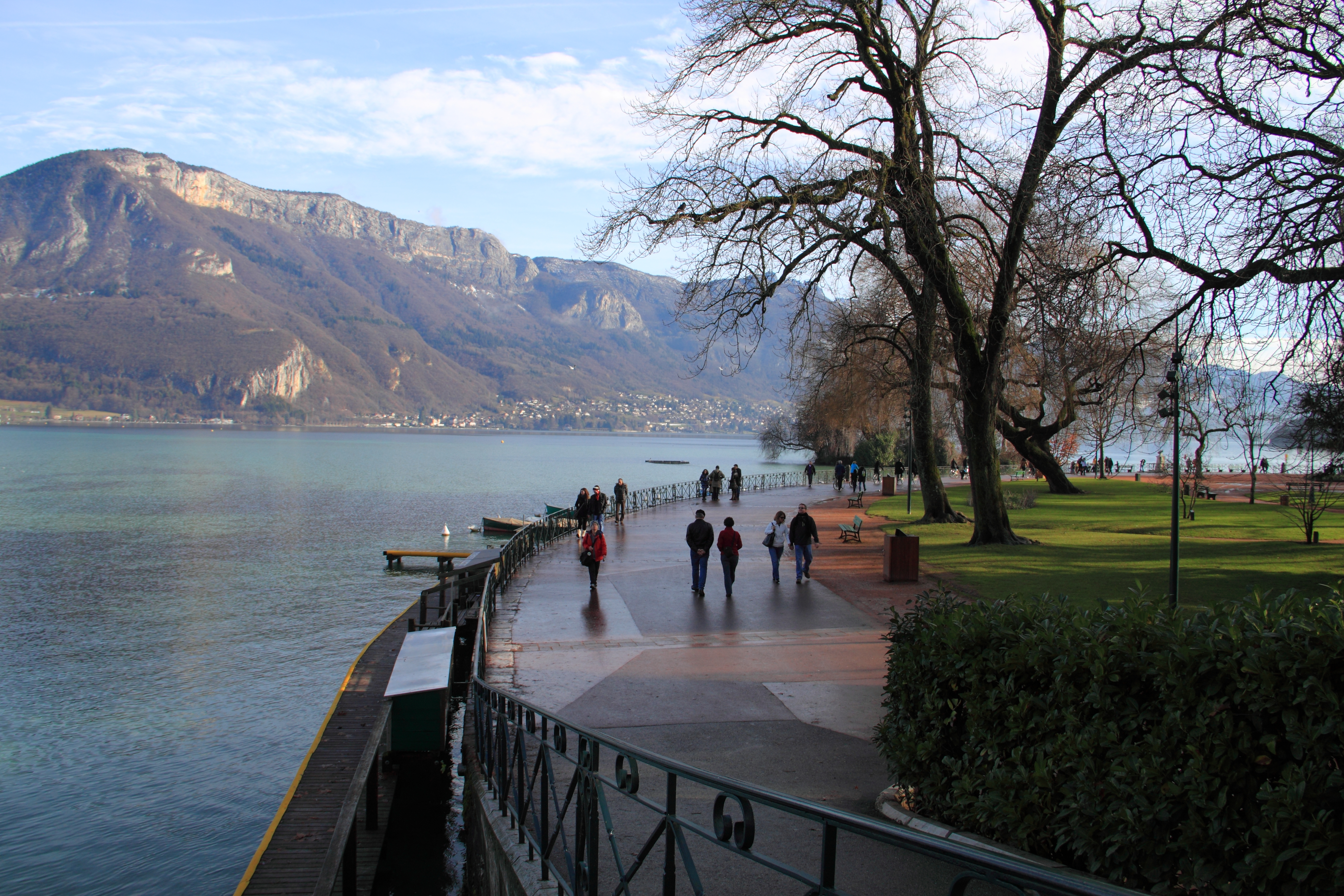
Le lac d'Annecy vu depuis le jardin de l'Europe, à Annecy

Le Marathon du lac d'Annecy organisé par Annecy Haute Savoie Athlétisme, club historique de la ville d’Annecy, est un marathon au départ et à l'arrivée à Annecy en courant sur la rive ouest du lac d'Annecy. Il s'agit de l'un des plus vieux marathons avec celui de Paris. Quelques 12000 participants viennent courir au marathon, au semi-marathon, aux 10km, aux 5km, à la marche nordique et aux courses des jeunes. L'évènement dispose du label national FFA et est classé World Athletics.

## Vainqueurs
| Année | Hommes                                              | Pays                                                | Temps                                               |                                                     | Femmes                                              | Pays                                                | Temps                                               |
| 1980  | Jean-Michel Lenta                                   | France                                              | 2 h 32 min 46 s                                     | Anne-Marie Chapelle                                 | France                                              | 3 h 33 min 03 s                                     |                                                     |
| 1981  | Jean-Michel Lenta                                   | France                                              | 2 h 32 min 54 s                                     | Yvette Rossy                                        | France                                              | 3 h 40 min 28 s                                     |                                                     |
| 1982  | Christian Rincé                                     | France                                              | 2 h 21 min 05 s                                     | Fabienne Berenger                                   | France                                              | 3 h 00 min 13 s                                     |                                                     |
| 1983  | Dominique Chauvelier                                | France                                              | 2 h 15 min 52 s                                     | Yvette Favre-Lorraine                               | France                                              | 2 h 58 min 44 s                                     |                                                     |
| 1984  | Roland Vuillemenot                                  | France                                              | 2 h 27 min 02 s                                     | Jacqueline Bedos                                    | France                                              | 3 h 05 min 19 s                                     |                                                     |
| 1985  | Maurice Favre-Nicollin                              | France                                              | 2 h 30 min 13 s                                     | Siron                                               | France                                              | 3 h 15 min 21 s                                     |                                                     |
| 1986  | Maurice Favre-Nicollin                              | France                                              | 2 h 25 min 06 s                                     | ?                                                   | ?                                                   | ?                                                   |                                                     |
| 1987  | Daniel Duhamel                                      | France                                              | 2 h 23 min 23 s                                     | Simone Bois                                         | France                                              | 2 h 55 min 39 s                                     |                                                     |
| 1988  | Pascal Gardent                                      | France                                              | 2 h 26 min 27 s                                     | Marie-Christine Faure                               | France                                              | 2 h 53 min 41 s                                     |                                                     |
| 1989  | Alain Calendreau                                    | France                                              | 2 h 29 min 12 s                                     | ?                                                   | ?                                                   | ?                                                   |                                                     |
| 1990  | Alain Calendreau                                    | France                                              | 2 h 27 min 34 s                                     | Duclos                                              | France                                              | 3 h 14 min 49 s                                     |                                                     |
| 1991  | Jean-Yves Madelon                                   | France                                              | 2 h 23 min 47 s                                     | Laurence Noyret                                     | France                                              | 3 h 04 min 35 s                                     |                                                     |
| 1992  | Yves Botreau                                        | France                                              | 2 h 28 min 54 s                                     | Adèle Hoffelinck                                    | France                                              | 2 h 51 min 42 s                                     |                                                     |
| 1993  | Rudolf Csikós                                       | Hongrie                                             | 2 h 28 min 54 s                                     | Larissa Malikova                                    | Russie                                              | 2 h 52 min 18 s                                     |                                                     |
| 1994  | Jean-Yves Madelon                                   | France                                              | 2 h 29 min 11 s                                     | Christine Kling                                     | France                                              | 2 h 52 min 02 s                                     |                                                     |
| 1995  | Józef Podbereski                                    | Pologne                                             | 2 h 25 min 51 s                                     | Christine Kling                                     | France                                              | 2 h 51 min 10 s                                     |                                                     |
| 1996  | Vitaliy Belovol                                     | Ukraine                                             | 2 h 27 min 34 s                                     | Elena Rozhko                                        | Ukraine                                             | 2 h 53 min 39 s                                     |                                                     |
| 1997  | Vitaliy Belovol                                     | Ukraine                                             | 2 h 28 min 42 s                                     | Mariya Latysheva                                    | Russie                                              | 2 h 49 min 36 s                                     |                                                     |
| 1998  | Dagne Debelle Meskele                               | Éthiopie                                            | 2 h 16 min 56 s                                     | Valérie Chambry                                     | France                                              | 2 h 58 min 18 s                                     |                                                     |
| 1999  | Y. Naseboulin                                       | Russie                                              | 2 h 24 min 18 s                                     | Sylvie Herrera                                      | France                                              | 3 h 07 min 22 s                                     |                                                     |
| 2000  | Gebre Tolosa                                        | Éthiopie                                            | 2 h 20 min 38 s                                     | Dominique Moutarde                                  | France                                              | 3 h 10 min 12 s                                     |                                                     |
| 2001  | Igor Chuprakov                                      | Russie                                              | 2 h 28 min 47 s                                     | Olga Michurina                                      | Russie                                              | 2 h 49 min 51 s                                     |                                                     |
| 2002  | Marc-Henri Jaunin                                   | Suisse                                              | 2 h 27 min 49 s                                     | Nathalie Dunaud                                     | France                                              | 3 h 12 min 57 s                                     |                                                     |
| 2003  | Sergey Kaledin                                      | Russie                                              | 2 h 23 min 37 s                                     | Catherine Lallemand                                 | Belgique                                            | 2 h 39 min 28 s                                     |                                                     |
| 2004  | Jean-Christophe Roche                               | France                                              | 2 h 31 min 24 s                                     | Michelle Leservoisier                               | France                                              | 2 h 50 min 20 s                                     |                                                     |
| 2005  | Sergey Kaledin                                      | Russie                                              | 2 h 20 min 01 s                                     | Stéphanie Lemée                                     | France                                              | 3 h 04 min 17 s                                     |                                                     |
| 2006  | Sergey Kaledin                                      | Russie                                              | 2 h 27 min 45 s                                     | Zhanna Malkova                                      | Russie                                              | 2 h 53 min 07 s                                     |                                                     |
| 2007  | Elijah Kipkemboi Yator                              | Kenya                                               | 2 h 16 min 17 s                                     | Florence Scaringella                                | France                                              | 2 h 56 min 39 s                                     |                                                     |
| 2008  | Julius Maritim                                      | Kenya                                               | 2 h 14 min 26 s                                     | Mariya Fedoseyeva                                   | Russie                                              | 2 h 50 min 58 s                                     |                                                     |
| 2009  | Julius Maritim                                      | Kenya                                               | 2 h 19 min 11 s                                     | Jane Suto                                           | Ouganda                                             | 2 h 40 min 31 s                                     |                                                     |
| 2010  | Benjamin Bitok                                      | Kenya                                               | 2 h 15 min 22 s                                     | Emily Rotich                                        | Kenya                                               | 2 h 37 min 06 s                                     |                                                     |
| 2011  | Benjamin Bitok                                      | Kenya                                               | 2 h 11 min 33 s                                     | Emily Rotich                                        | Kenya                                               | 2 h 32 min 49 s                                     |                                                     |
| 2012  | Feyisa Bekele                                       | Éthiopie                                            | 2 h 13 min 14 s                                     | Jemila Wortessa                                     | Éthiopie                                            | 2 h 40 min 28 s                                     |                                                     |
| 2013  | John Kipkorir Mutai                                 | Kenya                                               | 2 h 15 min 15 s                                     | Tigist Worku Neri                                   | Éthiopie                                            | 2 h 47 min 34 s                                     |                                                     |
| 2014  | Legesse Lamiso                                      | Éthiopie                                            | 2 h 16 min 45 s                                     | Irene Chepkirui                                     | Kenya                                               | 2 h 36 min 27 s                                     |                                                     |
| 2015  | Muleta Meda                                         | Éthiopie                                            | 2 h 15 min 57 s                                     | Meseret Eshetu Deme                                 | Éthiopie                                            | 2 h 36 min 00 s                                     |                                                     |
| 2016  | Isaac Kipkosgei Birir                               | Kenya                                               | 2 h 14 min 28 s                                     | Helen Bekele                                        | Éthiopie                                            | 2 h 29 min 21 s                                     |                                                     |
| 2017  | Joel Kipkoech Kimutai                               | Kenya                                               | 2 h 12 min 33 s                                     | Daisy Chepngeno Langat                              | Kenya                                               | 2 h 36 min 14 s                                     |                                                     |
| 2018  | Felix Kirui                                         | Kenya                                               | 2 h 13 min 11 s                                     | Chaltu Negasa                                       | Éthiopie                                            | 2 h 44 min 25 s                                     |                                                     |
| 2019  | Yekeber Bayabel Gesese                              | Éthiopie                                            | 2 h 16 min 43 s                                     | Genet Habela                                        | Éthiopie                                            | 2 h 29 min 22 s                                     |                                                     |
| 2020  | Course annulée en raison de la pandémie de Covid-19 | Course annulée en raison de la pandémie de Covid-19 | Course annulée en raison de la pandémie de Covid-19 | Course annulée en raison de la pandémie de Covid-19 | Course annulée en raison de la pandémie de Covid-19 | Course annulée en raison de la pandémie de Covid-19 | Course annulée en raison de la pandémie de Covid-19 |
| 2021  | Course annulée en raison de la pandémie de Covid-19 | Course annulée en raison de la pandémie de Covid-19 | Course annulée en raison de la pandémie de Covid-19 | Course annulée en raison de la pandémie de Covid-19 | Course annulée en raison de la pandémie de Covid-19 | Course annulée en raison de la pandémie de Covid-19 | Course annulée en raison de la pandémie de Covid-19 |
| 2022  | Felix Kirui Kiprotich                               | Kenya                                               | 2 h 11 min 26 s                                     | Cynthia Chepchirchir Kosgei                         | Kenya                                               | 2 h 28 min 03 s                                     |                                                     |
| 2023  | Martin Cheruiyot                                    | Kenya                                               | 2 h 12 min 57 s                                     | Ruth Waithera Karanja                               | Kenya                                               | 2 h 43 min 14 s                                     |                                                     |

 Record de l'épreuve